# Ewa Kunina
Ewa Kunina (Ewa Kuna) z domu Krauze (ur. 4 sierpnia 1889 w Warszawie, zm. 14 marca 1963 tamże) – polska aktorka, w latach 1950–1963 aktorka Teatru Narodowego w Warszawie.

## Życiorys
Córka Władysława. Po ukończeniu pensji kształciła się na kursach handlowych, następnie kształciła się aktorsko pod kierunkiem Aleksandra Zelwerowicza i Wojciecha Brydzińskiego. Zadebiutowała w 1914 w Teatrze Polskim w Kijowie pod pseudonimem Ewa Korczak. W latach 1915–1916 występowała w Łodzi. W 1915 poślubiła Henryka Kunę, rzeźbiarza i malarza. Od 1916 występowała w teatrach warszawskich: w 1916 w Teatrze Orpheon, w sezonie 1917/18 i 1918/19 w Teatrze Polskim, 1919–1924 w Reducie, w sezonie 1924/25 i 1925/26 w Teatrze im. Wojciecha Bogusławskiego, w 1925 w Teatrze Szkarłatna Maska, w 1926–1931 w Teatrze Polskim i Małym, w sezonie 1929/30 w Teatrze Ateneum, w sezonie 1932/33 w Teatrze Kameralnym. W latach 1933–1939 pełniła funkcję kierownika administracyjnego szkolnego teatru przy Reducie, ponadto w latach 1931–1932 występowała w Teatrze im. Juliusza Słowackiego w Krakowie. 
W okresie II wojny światowej pracowała w Warszawie w kawiarni aktorskiej „Znachor”. 
Po zakończeniu wojny była aktorką Starego Teatru w Krakowie (1945–1946), Teatru Wojska Polskiego w Łodzi, a od 1950 do śmierci w Teatrze Narodowym w Warszawie. 

Zmarła w Warszawie, pochowana na cmentarzu Powązkowskim (Aleja Zasłużonych-1-49).

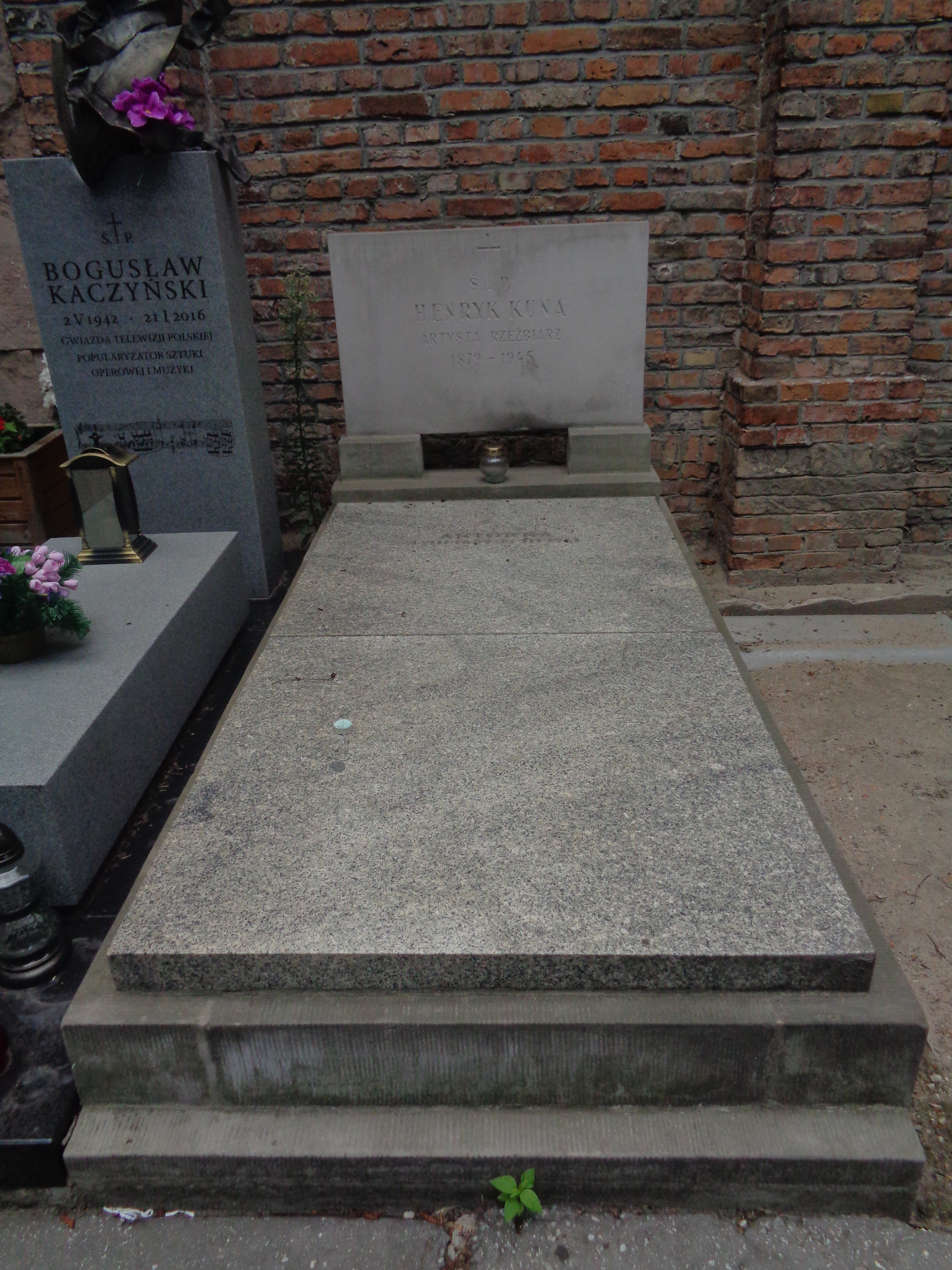
Grób Henryka Kuny i Ewy Kuniny na cmentarzu Powązkowskim w Warszawie

## Ordery i odznaczenia
- Krzyż Komandorski Orderu Odrodzenia Polski (1959)[2]
- Krzyż Oficerski Orderu Odrodzenia Polski (15 lipca 1954)[3]
- Złoty Krzyż Zasługi (22 lipca 1953)[4]
- Medal 10-lecia Polski Ludowej (19 stycznia 1955)[5]

## Filmografia
- 1933: Dzieje grzechu
- 1933: Wyrok życia jako właścicielka mieszkania wynajmująca Jadzi pokój
- 1947: Ostatni etap jako więźniarka
- 1949: Matka
- 1949: Prawdziwe oblicze jako matka porucznika